# Cineclube da Horta
O Cineclube da Horta foi fundado em 24 de Janeiro de 2003, na cidade da Horta, ilha do Faial, e tem a sua sede provisória na freguesia das Angústias. Esta Asscociação Cultural sem fins lucrativos nasce numa ilha marcada por um certo saudosismo conservador, avesso à mudança e à ousadia - a que não é alheio o encerramento do único cine-teatro existente, durante cerca de 20 anos - e da vontade de estimular a consciência crítica e a participação social, divulgando e vulgarizando o cinema alternativo de qualidade, e envolvendo a comunidade nos processos mágicos que fazem o Cinema. 
A voz de acção deu-se em finais de 2003 - com cinema português, pois claro! – e à chamada respondeu um grupo não muito grande de cinéfilos, que aos poucos foi engrossando e diversificando a plateia, dando alma a este projecto e preenchendo o espaço de cultura para a liberdade e para a capacidade de sonhar que é a sua casa.
Na esteira dos pioneiros Cineclubes portugueses, cuja história regista uma luta ousada de resistência ao fascismo e à censura do Estado Novo, o CCH quer também assumir um papel de afirmação da liberdade e de formação cinematográfica, sem nunca perder de vista que esse caminho se faz sobretudo de imaginação e ousadia e que só isso garantirá, mais do que a sua própria sobrevivência, a contínua evolução do Cinema.